# 국립 비스크 인문 교원 대학교
국립 비스크 인문 교원 대학교(러시아어: Бийский педагогический государственный университет имени В. М. Шукшина)는 알타이 지방의 비스크에 위치한 대학교이다.

## 학과
- 미술-디자인학과
- 외국어학과
- 역사-법학과
- 문헌학과
- 물리학-수학학과
- 심리학과